# Tipula (Eremotipula) elverae
Tipula (Eremotipula) elverae is een tweevleugelige uit de familie langpootmuggen (Tipulidae). De soort komt voor in het Nearctisch gebied.